# Biljača (Bujanovac)
Pour les articles homonymes, voir Biljača.
Biljača (en serbe cyrillique : Биљача ; en albanais :Bilaçi) est une localité de Serbie située dans la municipalité de Bujanovac, district de Pčinja. En 2002, elle comptait 2 036 habitants, dont une majorité d'Albanais.
En septembre 2011, l'assemblée des députés albanais de Preševo, Bujanovac et Medveđa a incité les Albanais de Serbie à boycotter le recensement prévu pour le mois d'octobre de cette année-là ; de ce fait, aucun chiffre de population n'a été communiqué pour les localités de la municipalité de Bujanovac.

## Démographie

### Évolution historique de la population
| 1948  | 1953  | 1961  | 1971  | 1981  | 1991  | 2002  |
| ----- | ----- | ----- | ----- | ----- | ----- | ----- |
| 1 695 | 1 773 | 1 613 | 1 881 | 2 349 | 2 534 | 2 036 |

|  |

En 2012, la population de Biljača était estimée à 1 932 habitants.